# St Helens
För andra betydelser, se St Helens (olika betydelser).
St Helens är en stad i grevskapet Merseyside, i England, i storstadsdistriktet med samma namn och 102 629 invånare (2001). Staden ligger i Liverpools storstadsområde.
Staden grundades på 1800-talet. Den fick sitt namn efter en församlingskyrka i området. Glasindustrin har varit av stor betydelse, mycket beroende på den goda lokala tillgången på sand och kol. Pilkington Glass kommer från staden.

## Sport
- St Helens Town FC, fotboll, ej professionellt
- St Helens Rugby League Club, rugby league

## Transport
Det finns en järnvägsstation på linjen mellan Liverpool och Wigan i staden. Motorvägarna M6, M57 och M62 går nära förbi staden.

## Kända personer
- Richard Seddon, premiärminister i Nya Zeeland